# ميخائيل رومان
ميخائيل رومان (1924 ـ 1973) كاتب مسرحي مصري من كتاب فترة الستينات، ولد وتوفي في القاهرة.

## دراسته وحياته العملية
تلقى رومان تعليمه في القاهرة حتى تخرج في كلية العلوم بجامعة القاهرة سنة 1947، ثم بدأ حياته العملية مدرساً في المعهد الصناعي العالي في شبين الكوم.

## سيرته الأدبية
كان ميخائيل رومان مطلعاً بعمق على المسرح العالمي، قديمه وحديثه. وقد تجلى هذا في مسرحياته المختلفة على شكل ملامح، من دون أن يتأثر بتيار محدد، لا في الموضوعات ولا في الأشكال الفنية، ونظراً لإتقان رومان اللغة الإنجليزية، فقد ترجم الكثير من المسرحيات العالمية عن الإنجليزية لصالح الإذاعة والتلفزيون، كما بدأ بكتابة القصة القصيرة والمقالات الأدبية، لكنه اتجه كلياً نحو التأليف المسرحي بدءاً من عام 1959، فكتب حتى وفاته المبكرة والمفاجئة 17 مسرحية، بعضها قدمته مسارح القاهرة، وبعضها الآخر نُشر داخل وخارج مصر، إلا أن القسم الأكبر منها ما زال مجهول المصير.
ويذكر الباحث مصطفى عبود في كتابه: تشريح القهر: قراءة في مسرح ميخائيل رومان" (الهيئة العامة السورية للكتاب) أن ميخائيل رومان هو من أكثر الكتاب المسرحيين إشكالية في المسرح العربي؛ فقد واجه الواقع الاجتماعي والسياسي في الستينيات بموقف حادٍ تمثل في التمرّد والاحتجاج والرفض لكل الممارسات الرامية إلى مصادرة الحرية بكل مستوياتها، وممارسة كل أشكال القهر ضد الإنسان. ولعل ما يبرز تلك الحدة وذلك الغضب العارم في موقف رومان تجاه القهر والاستبداد ـ بحسب عبود ـ هو أنه ينظر إلى الحرية كمعادل للوجود الإنساني، فبتحققها تتحقق كرامة الإنسان وإنسانيته.
يركز رومان في معظم مسرحياته على شخصية البطل الفرد الذي ينتمي إلى الطبقة البرجوازية الوسطى، ويمثل دائماً شخصية الرجل المثقف الذي يعاني أساليب القهر كافة في ظل أنظمة استبدادية تكاد أن تنجح بوسائلها القمعية في إلغاء هويته الفردية. أما على صعيد التعبير اللغوي فقد لجأ رومان كمعظم كتّاب جيله إلى العامية المصرية بمستوياتها المختلفة، حسب طبيعة ومنطق الشخصية.

## من أعماله المسرحية
- الدخان (1962)[2]
- الليلة نضحك (1966)[2]
- المعار والمأجور
- العرضحالجى
- هوليود البلد
- كوم الضبع
- غداً الصيف القادم
- المزاد
- الوافد (1966)[2]
- الخطاب (1967)[2]
- الزجاج أو العرضحالجي (1968)[2]
- إيزيس حبيبتي (1971)[2]
- ليلة مصرع جيفارا العظيم (1972)[2]
- 28 سبتمبر، الساعة الخامسة (1970)[2]
- مسرحيات «المعار» و«المأجور» و«المزاد» و«هوليوود الجديدة» (نُشرت معاً عام 1986)[2]

## موقف النقاد منه
وإذا كان رومان نفسه قد واجه الواقع بحدّة، فإن النقد أيضاً واجه أعماله بحدّة، وقد تمثل ذلك في موقفين متعارضين، فمن الازدراء التام والهجوم المحموم إلى الترحيب الحارّ بحماس مبالغ فيه. ومن أسباب هذا التعارض في الموقف تجاه مسرح رومان، وأن أعمال هذا الكاتب تبدو عنيفة ومتطرفة، وهي لذلك تستفزّ المتلقي ولا تترك أمامه طريقاً وسطاً بل تدفعه إلى اتخاذ موقف متطرف إلى جانب رومان أو ضدّه.
كانت مسرحيات رومان الأكثر حدّةً وصدامية من بين كتابات أبناء جيله، من حيث معالجتها لظواهر انحراف ثورة يوليو عن أهدافها المعلنة وتحولها إلى نظام أجهزة قمعية من أجل حماية السلطة. ونتيجة لذلك تعرضت مسرحياته لحملة تعسفية مستمرة، بحيث لم ينجُ أي منها من المنع المباشر أو من التهجم في الصحافة. وعلى الرغم من هذه الظروف لم تخلُ الساحة النقدية من أقلام أنصفته أدبياً وفنياً، من أبرزها محمد مندور، الذي وافقه الرأي بأن «كل عمل فني متكامل مستوفي الصدق الذاتي والموضوعي هو بالضرورة عمل ثوري». وعشية حرب يونيو 1967 قال رومان في «مجلة المسرح» القاهرية: «أنا لا أطلب إلا مسرحاً شجاعاً مفتوح العينين والقلب، مقبلاً على الحياة كما يراها وكما ينبغي أن تكون».

## موضوعات أدبه
عالج رومان الواقع الاجتماعي والسياسي الذي ساد في فترة الستينيات. وتركز مسرحه بشكل أساسي على قضية واحدة على الأغلب هي قضية الحرية، كما تناول رومان موضوعات أخرى لم تكن بعيدة عن قضية الحرية، بل تتصل بها بشكل أو بآخر.